# Тониньо Геррейру
Анто́нио Феррейра (порт.-браз. Antônio Ferreira; 10 августа 1942, Бауру — 26 января 1990, Сан-Паулу), более известный под именем Тониньо Геррейру (порт.-браз. Toninho Guerreiro) — бразильский футболист, нападающий. Единственный футболист, становившийся 5 раз подряд чемпионом штата Сан-Паулу.

## Карьера
Тониньо Геррейру родился в семье Артура и Розы Каррары Феррейра, живших на проспекте Родригеса Алвеса. Он начал играть в футбол в родном Бауру вместе с отцом, однако увлечение мальчика не нравилось его матери, которая видела в нём карьеру железнодорожного служащего. С 1959 года Тониньо подписал свой первый профессиональный контракт с клубом «Нороэсте» с заработной платой в 6 тыс. крузейро. В возрасте 19 лет футболист дебютировал в основном составе клуба «Нороэсте» в матче с «Ботафого» из Рибейран-Прету, где забил гол, а его клуб проиграл 1:4. Через год он стал четвёртым бомбардиром чемпионата штата Сан-Паулу, уступив только Пеле, Коутиньо и Силве Батуте. Через год Тониньо перешёл в «Сантос» за 100 тысяч крузейро, дебютировав 16 февраля 1963 года в матче с «Васко да Гамой» (2:2). В клубе ему пришлось конкурировать за место в основе с Коутиньо и Алмиром. Из-за травмы Коутиньо, Тониньо смог стать игроком стартового состава команды. Сам футболист сказал по этому поводу: «Коутиньо был лучшим нападающим, которого я видел. Его невезение — это моя удача». С «Сантосом» он выиграл три турнира Рио-Сан-Паулу, три чемпионата Бразилии, Суперкубок межконтинентальных чемпионов, Кубок Роберто Гомеса Педрозы и три чемпионата штата Сан-Паулу. В 1966 году он стал лучшим бомбардиром чемпионата штата с 24 голами, опередив Пеле, который выиграл 9 подряд титулов лучшего снайпера турнира. Всего за клуб он провёл 373 матча и забил 279 голов. Последним матч за «Сантос» Тониньо сыграл 24 июня 1969 года с миланским «Интером» в рамках розыгрыша Суперубка межконтинентальных чемпионов, который принёс его команде победу (1:0).
В сентября 1969 года Тониньо перешёл в «Сан-Паулу», заплативший за трансфер футболиста 800 тыс. крузейро. Руководство «Сантоса» назвало этот переход «отличной сделкой». В дебютном матче нападающего «Сан-Паулу» проиграл Атлетико Минейро со счётом 2:5, в этой же игре дебютировал Жерсон. Годом позже он помог клубу выиграть титул чемпиона штата. первый с 1957 года. В этом же турнире он стал лучшим бомбардиром с 13 голами. Годом позже клуб выиграл второй подряд титул. В 1972 году Тониньо в третий раз стал лучшим бомбардиром чемпионата штата, а «Сан-Паулу» занял второе место. При этом клуб не проиграл ни одного матча в турнире, став единственной командой, не выигравшей турнир с нулём в графе «поражения». В том же году он стал лучшим бомбардиром Кубка Либертадорес с 6 голами. Во второй половине 1972 года нападающий получил тяжёлую травму. Он долго восстанавливался тренируясь индивидуально и позже был отдан в аренду во «Фламенго». Во «Фла» он дебютировал 4 ноября в матче с «Атлетико Паранаэнсе» (0:1), а всего провёл за клуб три матча. После возвращения, на «Сан-Паулу» вышел «Палмейрас», предложивший бесплатно забрать футболиста, но получил отказ. После это он вторично был отдан в аренду в клуб «Операрио» и «Комерсиал», после чего его контракт с «Сан-Паулу» закончился. Всего за этот клуб Тониньо провёл 170 матчей (80 побед, 51 ничьих и 39 поражений) и забил 85 голов. Завершил карьеру нападающий в 1975 году в «Нороэсте». После этого он играл выставочные матчи за сборную Бразилии по шоуболу и команду ветеранов «Мильонариос».
В составе сборной Бразилии Тониньо дебютировал 25 июля 1968 года в матче Кубка Освалдо Круза с Парагваем, где забил гол. В 1969 году он сыграл ещё один матч за национальную команду против сборной штата Сержипи, де сделал хет-трик. В 1970 году Тониньо был один из кандидатов на поездку на чемпионат мира, на котором бразильцы выиграли золотые медали. Но ему предпочли другого нападающего, Даду Маравилью. Официальной причиной назывался синусит, диагностированный форварду в середине 1969 года или гайморит. По мнению Тониньо это произошло из-за влияния на выбор властей страны, которые были поклонниками Дарио. Главный тренер сборной Жуан Салданья, который также конфликтовал из-за выбора игроков и даже был уволен накануне самого первенства, много позже подтвердил эту версию.
Завершив игровую карьеру, Тониньо стал работать в торговле, продавая амортизаторы для шлифовальных аппаратов. Позже трудился в мастерской в районе Лапа. Он не скопил денег, часто их тратил, в частности он купил по дому для каждого из своих 9 братьев. Он имел лишний вес, много курил и злоупотреблял алкоголем. В 1988 году бывший футболист сказал: «Я богатый человек. Богат, потому что я пью пиво, бью по мячу и живу в окружении друзей». В 1990 году Тониньо почувствовал себя плохо, его доставили в больницу Сан-Камилу, где у него диагностировал инсульт. В больнице футболист впал в кому и скончался спустя 5 дней. Именем Тониньо назвали стадион Мари-Дота.

## Международная статистика
| Матчи Тониньо Геррейру за сборную Бразилии | Матчи Тониньо Геррейру за сборную Бразилии | Матчи Тониньо Геррейру за сборную Бразилии | Матчи Тониньо Геррейру за сборную Бразилии | Матчи Тониньо Геррейру за сборную Бразилии | Матчи Тониньо Геррейру за сборную Бразилии | Матчи Тониньо Геррейру за сборную Бразилии |
| ------------------------------------------ | ------------------------------------------ | ------------------------------------------ | ------------------------------------------ | ------------------------------------------ | ------------------------------------------ | ------------------------------------------ |
| №                                          | Дата                                       | Место проведения                           | Оппонент                                   | Счёт                                       | Голы                                       | Турнир                                     |
| 1                                          | 25 июля 1968                               | Асунсьон                                   | Парагвай                                   | 4:0                                        | 1                                          | Кубок Освалдо Круза                        |
| 2                                          | 9 июля 1969                                | Аракажу                                    | Сборная штата Сержипи                      | 8:2                                        | 3                                          | Товарищеский матч                          |

## Достижения

### Командные
- Победитель турнира Рио-Сан-Паулу: 1963, 1964, 1966
- Чемпион Бразилии: 1963, 1964, 1965
- Чемпион штата Сан-Паулу: 1967, 1968, 1969, 1970, 1971
- Обладатель Кубка Роберто Гомеса Педрозы: 1968
- Обладатель Кубка Освалдо Круза: 1968
- Обладатель Суперкубка межконтинентальных чемпионов: 1968

### Личные
- Лучший бомбардир чемпионата штата Сан-Паулу: 1966 (24 гола), 1970 (13 голов), 1972 (17 голов)
- Лучший бомбардир чемпионата Бразилии: 1966 (10 голов)
- Лучший бомбардир Кубка Роберто Гомеса Педрозы: 1968 (10 голов)
- Лучший бомбардир Кубка Либертадорес: 1972 (6 голов)

## Личная жизнь
Тотиньо Геррейру был женат на Агнес Роберте. Они были в браке с 1976 до конца жизни футболиста.